# ژواکیم کروز
ژواکیم کروز (پرتغالی: Joaquim Cruz؛ زادهٔ ۱۲ مارس ۱۹۶۳) دونده سابق دو نیمه‌استقامت اهل برزیل است.
وی در مسابقات کشوری و بین‌المللی در مجموع برندهٔ ۳ مدال طلا، ۱ مدال نقره، ۱ مدال برنز شده‌است.